# Анфим (Ангелеску)
Епи́скоп Анфи́м (рум. Episcop Antim, в миру Антон Ангелеску, рум. Anton Angelescu; 18 сентября 1893, Мосестии-Веки, жудец Бузэу — 8 февраля 1980, Бузэу) — епископ Румынской православной церкви.

## Биография
Учился в Нифоновской четырёхклассной духовной семинарии, а затем в Центральной семинарии, которую окончил в 1915 году. В 1915—1919 годы обучался на богословском факультете в Бухаресте. В 1925—1926 проходил специализированные исследования в Монпелье. В 1939 году позже окончил докторантуру на богословском факультете в Бухаресте.
В 1918—1920 годы служил священником в приходах Кабешти-Тутова, Кандешты-Бузэу и Русету-Брэила. В 1920 году служил в храме святого Илии. В 1921—1922 году служил в храме святых апостолов Петра и Павла в Брэиле. В 1921—1928 годы — член Епархиального совета Бузэуской епархии.
В 1927—1942 годы профессор религии в лицее имени Николае Бэлческу в Брэиле.
В 1932—1942 годы — епархиальный миссионер в Брэиле, член Епархиального собрания, председатель Брайльского отделение Ассоциации духовенства (1932—1942). В 1932—1936 годы — редактор епархиального издания «Viaţa Creştină» (Христианская жизнь) в Брэиле.
В 1942 году в Монастыре Козия был пострижен в монашество и возведён в сан архимандрита. В 1943 году архиейским викарием Олтенской митрополии.
11 января 1944 года был избран епископом Бузэуским. 28 февраля того же года состоялась его хиротония, а 21 мая — интронизация.
В 1948 году он был одним из епископов, который инициировал катехизацию детей в церквях, действие которых жестоко тормозило коммунистические власти.
За 35 лет пребывания правящим архиереем Бузэуской епархии он руководил пасторально-социальной, культурной и административно-экономической деятельностью, стимулировал ремонт многочисленных церквей в епархии, был частью двух делегаций, посетивших Русскую православную церковь (1948 и 1968).
1 сентября 1979 года уволен на покой, но исполнял епископские обязанности до 13 января 1980 года. Скончался 8 февраля 1980 года в Бузэу.